# Индивидуальный план партнёрства с НАТО
Индивидуа́льный план партнёрства с НА́ТО (англ. individual partnership action plan; IPAP) — вид партнёрства между постоянными членами альянса НАТО и третьими странами в него не входящими, который предусматривает союзнические взаимоотношения и стратегическое военное партнёрство. При этом страны имеющие такой совместный план действия считаются основными партнёрами НАТО вне блока и имеют определённые гарантии безопасности.
- Страна имеющая статус «IPAP» как правило может претендовать на вступление в НАТО в качестве постоянного члена. Например такие страны как Грузия, Украина, Босния и Герцеговина нацелены на вступление в НАТО, в то время как Казахстан и Армения концентрируются в большей степени на военно-техническом сотрудничестве с альянсом, не претендуя на постоянное членство.[источник не указан 1185 дней]

Страны участвующие, либо участвовавшие в данном формате партнёрства с НАТО:
- Украина (22 ноября 2002)[1] → Ускоренный диалог (Апрель 2005)
- Грузия (29 октября 2004)→ Ускоренный диалог (Октябрь 2004)
- Азербайджан (27 мая 2005)
- Армения (16 декабря 2005)
- Казахстан (31 января 2006)
- Молдова (19 мая 2006)
- Босния и Герцеговина (10 января 2008) → Ускоренный диалог (Апрель 2008) → ПДЧ (Декабрь 2018)
- Черногория (Июнь 2008) → Ускоренный диалог (Апрель 2008) → ПДЧ (Декабрь 2009) → Член НАТО (Июнь 2017)
- Сербия (15 января 2015)